# Павлова, Татьяна Павловна
Татья́на Па́вловна Па́влова (при рождении Зе́йтман; 1890—1975) — русская и итальянская актриса, театральный оперный режиссёр, педагог.

## Биография
Родилась 10 декабря 1890 года в Екатеринославе, Российской империи, в еврейской семье.
Актёрскую карьеру начала познакомившись с актёром Павлом Орленевым, который оказал очень большое влияние на её первые шаги в искусстве. В 1907—1910 гг. — гастролировала с труппой П. Н. Орленева по России и Европе. Тогда же побывала впервые побывала в Вене и в Женеве.
Театральный сезон 1915—1916 годов работала в Московском драматическом театре Суходольских, открытом в саду «Эрмитаж» в 1914 году.
Среди сыгранных ею ролей в тот период: Грушенька в «Братьях Карамазовых», Маргарита Готье в «Даме с камелиями» и другие.
В 1914 году первая кинороль (леди Гамильтон) в немой кинокартине «Человек — не дерево» (1914), совместно с актёром Н. Ф. Монаховым (Георг Грей), режиссёр А. Гарин, т-во Дранкова (фильм не сохранился).
Совместно со своим мужем артистом оперетты Михаилом Вавичем снялась в главных ролях в ряде кинокартин производства различных дореволюционных киностудий и режиссёров.
После революции покинула Москву.
В 1919 году эмигрировала — в Париж, а затем в Италию, куда прибыла в 1920 году, остановившись в Турине. В том же году сыграла в немых кинофильмах: «Роковая орхидея»(1920) (с Михаилом Вавичем) и «Цепь» (1920).
Итальянскую карьеру начала с изучения итальянского языка и вскоре общалась на нём в совершенстве.
В Италии организовала свою труппу и работала в ней как актриса, режиссёр и директор. Пропагандировала русскую драматургию, принципы актёрского искусства, сложившиеся в МХТ. В конце 20-х годов у неё уже был свой театр во Флоренции, в него она пригласила главным режиссёром одного из создателей и руководителей МХТ В. И. Немировича-Данченко.
В 1922 году в театре Татьяны Павловой в комедии «Мечта о любви» как актёр дебютировал Витторио Де Сика, впоследствии знаменитый режиссёр, один из ведущих представителей итальянского неореализма.
В дальнейшем Татьяна Павлова стала видным театральным педагогом — работала в Национальной академии драматического искусства в Риме.
В её репертуаре наряду с русскими авторами присутствовало много и итальянских: например, Уго Бетти, а в послевоенное время — Коррадо Альваро («Долгая ночь Медеи»).
В 50-е годы Татьяна Павлова много работала как режиссёр в оперных театрах. В «Ла Скала» поставила «Бориса Годунова», в «Театре Комунале» во Флоренции — «Пиковую даму». В Риме в 1960 году состоялась премьера «Сказания о невидимом граде Китеже» Римского-Корсакова.
Также Павлова работала и для телевидения.
Брат — Михаил Селич Зейтман, был женат на дочери Фёдора Шаляпина Лидии (1901—1975), жил в Париже и Милане.

## Фильмография
1914 — «Человек — не дерево»
1916 — «Если [ты] хочешь цепей и насилий, то полюби»
1916 — «Женщина, о которой не стоит говорить»
1917 — «Вы просите песен, их нет у меня»
1920 — «Роковая орхидея» (L’orchidea fatale)
1920 — «Цепь» (La catena)
1934 — «Женщина для всех» (La Dame de tout le monde)
1948 — «Письмо на рассвете» (Una lettera all’alba)
1949 — «Чёрная магия» (Black Magic)
1965 — «Мечтатель» (Il morbidone)
1965 — «Я её хорошо знал» (Io la conoscevo bene)
1965 — «Многожёнство по-итальянски» (Menage all’italiana)